# 小行车辆段
小行车辆段是南京地铁1号线的一座车辆段，位于南京雨花台区，靠近小行站附近。

## 布局
车辆段原址为菜地、丘陵。其主要任务是承担全1号线地铁车辆的架修、定修和本线大部分配属车辆的停放、运用、列检、列车整备和月修等工作任务，并与国铁宁铜铁路与2号线以联络线方式连接（国铁联络线现已废弃）。占地面积41万平方米。

## 历史
车辆段于2005年建成。2010年由于1号线南延线开通，新建天隆寺站前回库线接入车辆段内；2014年由于安德门至奥体中心区间接割至10号线，原安德门站通往小行车辆段的单侧隧道与股道停用。
在10号线开通初期，部分列车曾在小行车辆段内检修，现已全部转移至城西路车辆段。